# حنین زعبی
حنین زعبی (عربی: حنين زعبي، عبری: חנין זועבי؛ زادهٔ ۲۳ مهٔ ۱۹۶۹) یک سیاست‌مدار اهل اسرائیل و اولین زن عرب است که در فهرست گروه‌های عرب به کنست راه یافته است.
زعبی نماینده جناح بلد در انتخابات هجدهم و نوزدهم اسرائیل است.